# Каміла (фільм)
«Каміла» (ісп. Camila) — фільм аргентинської режисерки Марії Луїси Бемберг. Історична драма на основі біографії молодої аргентинської аристократки Каміли О'Горман першої половини XIX століття. Картина була номінована на премію «Оскар» як кращий фільм іноземною мовою в 1985 році.

## У ролях
- Сусу Пекораро — Каміла О'Горман
- Іманоль Аріас — Ладіслао Гутьєррес
- Ектор Альтеріо — Адольфо О'Горман
- Елена Тасісто — Хоакіна О'Горман
- Карлос Муньйос — монсеньйор Елортондо
- Ектор Пеллегріні — комендант
- Борис Рубаха — Ігнасіо

## Сюжет
Кінець 1840-х років. Сім'я родовитих аргентинських землевласників ірландсько-іспанських коренів О'Горманів підтримують правлячий режим диктатора Хуана Мануеля де Росаса. Їх дочка — двадцятирічна Каміла неволею заручена з Ігнасіо. Її протест виражається в постійній конфронтації з батьками. Якось на сповіді вона закохується в єзуїтського священика Ладіслао. Після духовної боротьби він поступається їй і своїм тілесним бажанням. Пара таємно їде до іншої провінції, де Ладіслао видає себе за вчителя, продовжуючи мучитися між любов'ю та пови́нностями пастора. Могутні О'Гормани наздоганяють їх, а батько Каміли, незважаючи на вмовляння інших членів сім'ї, особисто просить президента Росаса про страту дочки. Прохання підтримують церковні ієрархи, спраглі крові відступника. Диктатор виносить рішення про розстріл без «зайвих» судових розглядів, незважаючи на те, що Каміла перебуває на останніх місяцях вагітності. Вирок виконують. За кадром чути діалог — «поєдналися душі закоханих».

## Нагороди
- Перемога в номінації Найкраща акторка (Пекораро) на міжнародних кінофестивалях у Гавані і в Карлових Варах, номінація на премію «Оскар» як Найкращий фільм іноземною мовою в 1985 році.

## Критика
- Емануїл Леві, професор мистецтвознавства, оглядач Variety: «Незважаючи на зовнішні атрибути мелодрами — а це ще одна версія любовного чотирикутника або втечі закоханих, — цей інтригуючий фільм добре зрежисований Марією Луїсою Бемберг»[7].
- The New York Times: «„Каміла“ у Марії Луїси Бемберг — дивно сувора і не сентиментальна мелодрама, з дуже м'якою експозицією і звуковим рядом, передрікають жахливі прийдешні події. „Каміла“ не жаліслива історія, але надзвичайно сумна комедія вдач, яка стверджує з очевидною простотою: „Це було ось так“»[8].